# Machimus comans
Machimus comans là một loài ruồi trong họ Asilidae. Machimus comans được Oldroyd miêu tả năm 1940.